# Anguilla (land)
 For alternative betydninger, se Anguilla. (Se også artikler, som begynder med Anguilla)
Anguilla er en ø i Caribien som er et britisk oversøisk territorium. Den ligger øst for de Britiske Jomfruøer og nord for St. Martin. Hovedstaden hedder The Valley. Øen har et areal på 102 km² og 12 800 indbyggere (2002). Anguilla er den nordligste af Leewardøerne i De små Antiller.
18°14′N 63°03′V / 18.23°N 63.05°V